# Тишлер Олександр Григорович
Олександр Григорович Тишлер (нар. 26 липня 1898, Мелітополь — пом. 23 червня 1980, Москва) — український радянський живописець, графік, театральний художник, скульптор. 

## Біографія
Народився 14 [26] липня 1898 року в місті Мелітополі, Таврійської губернії Російської імперії (нині Запорізька область, Україна) в сім'ї ремісника. У 1912 році разом з сестрою Тамарою приїхав до Києва де вступив до Київського художнього училища в якому навчався 5 років. У 1917—1918 роках відвідував студію Олександри Екстер, де познайомився з художниками Борисом Аронсоном, Ісааком Рабиновичем, Павлом Челищевим, Ніссоном Шифриним та іншими творцями мистецтва.
У 1919 році добровільно вступив до Червоної армії, служив під управлінням Південного фронту. Робив плакати серії «Вікна сатири РОСТА». Ілюстрував перші букварів на мовах народів: калмицькій, мордовській, татарській, а також на їдиш, які до революції не мали писемності. Після демобілізації з армії вступив до Вищих художньо-технічних майстерень (ВХУТЕМАС) у Москві та навчався у майстерні Володимира Фаворского, де отримує знання та кваліфікаційний рівень.
У 1927 році дебютував як театральний художник, оформивши ряд спектаклів у Білоруському єврейському театрі, що знаходиться в Мінську. Працюючи у Москві (1930-х роках), співпрацював з багатьма столичними і ленінградськими театрами та єврейськими театрами Москви, Мінська, Харкова. З 1935 року оформляв спектаклі ГОСЄТа.
У 1941 році, під час воєнного періоду, евакуювався з ГОСЄТом в Ташкент, де працював в узбецьких театрах, займався живописом, графікою, брав участь у виставках.
Займався також оригінальною графікою що відзначилась у роботі «Бійня» (1925) і книжковою ілюстрацією («Книга Рут», 1917; «Хмара в штанях» В. Маяковского, 1929; «Улялаєвщина» І. Сельвинського, 1933-1934 та і інші).

## Особливості творчості
У перші роки творчості Тишлер акцентував увагу на рисах експресіонізму у своїх театральних роботах, які були характерні цьому періоду: підкреслена химерність, нерідко довільність сценічних образів.
З середини 30-х років, починаючи з «Короля Ліра» в ГОСЄТі і «Річарда III» в Ленінградському БДТ 1935 році, центральне місце в театральній творчості Тишлера зайняв Шекспір. Він створював образи сценічного характеру, в яких проглядалась напружена емоційність та риси експресії, які могли б облаштувати народний театр.
У післявоєнні роки риси зрілого Тишлера по різному трансформувалися в постановках радянської і сучасної зарубіжної драматургії.
Один з улюблених образів Тишлера — жінка, що несе на голові деяку споруду — свічки, будинок, корабель, місто («Жіночий портрет», 1934, Російський музей, Санкт-Петербург; «День народження», 1973, збори сім'ї художника; «Архітектура», 1971, збори сім'ї).
|  | Живопис — мистецтво споглядальне, воно розраховане на тишу. Зверніть увагу на те, як тихо в музеях |

В графіці, як і в живописі Олександра Тишлера, конкретні предмети перетворють в символи які в свою чергу набували графічності.

## Презентація творчості
- 1943 — Виставкові зали Ташкентського відділення Спілки художників Узбецької РСР, Ташкент.
- 1956 — Ленінградський Будинок працівників мистецтв ім. К. С. Станіславського, Ленінград.
- 1964 — «До 400-річчя від дня народження В. Шекспіра. А. Г. Тишлер. Виставка ескізів до шекспірівських вистав». Центральний Будинок літераторів[ru], Москва.
- 1966 — «Олександр Тишлер». ГМИИ ім. Пушкіна, Москва.[4]
- 1969 — «Олександр Тишлер». Виставковий зал Московського відділення Союзу РСР, Москва.
- 1974 — «Олександр Тишлер». Виставковий зал Московського відділення Союзу РСР, Москва.
- 1981 — «Олександр Тишлер. 1898—1980». Палац мистецтв ім. К. С. Станіславського, Ленінград.
- 1988 — «Олександр Тишлер. Ретроспективна виставка». Кузнецький міст, 11, Москва.
- 1998 — «Олександр Тишлер і світ його фантазії». Музей особистих колекцій на Волхонці, Москва.

## Відзнаки
- Заслужений діяч мистецтв Узбецької РСР з 1943 року.
- Сталінська премія другої міри (1946; за оформлення спектаклю «Фрейлехс» З. Шнеера в МГОСЕТі).
- орден «Знак Пошани» (1946).